# Volker Mehrmann
Volker Mehrmann (Detmold, 24 de abril de 1955) é um matemático alemão.
Obteve um doutorado em 1982 na Universidade de Bielefeld, orientado por Ludwig Elsner.

## Publicações selecionadas
- The Autonomous Linear Quadratic Control Problem: Theory and Numerical Solution, Lecture Notes in Control and Information Sciences, No. 163, Springer Verlag, Heidelberg, 1991.
- com Matthias Bollhöfer: Numerische Mathematik. Eine projektorientierte Einführung für Ingenieure, Mathematiker und Naturwissenschaftler, Vieweg Verlag, Braunschweig, 2004.
- com Peter Kunkel: Differential-Algebraic Equations. Analysis and Numerical Solution, EMS Publishing House, Zürich, Switzerland, 2006.